# Luiz Salomão Chamma
Luiz Salomão Chamma (12 de maio de 1923 - 19 de fevereiro de 1995) foi vereador e prefeito do município de Mairiporã. 

## Biografia
Luiz Salomão Chamma nasceu em 12 de maio de 1923 no município de Juquery, tendo começado sua trajetória como sapateiro, além disso foi taxista e comerciante. Era também jogador no time Olaria Esporte Clube, time fundado em 9 de julho de 1960, sendo um dos fundadores do mesmo.
Casou-se com Dorothy Teixeira Pinheiro, com quem teve os filhos José Luiz e Tereza
Faleceu em 19 de fevereiro de 1995.

## Prefeito de Mairiporã

### Início de governo e a criação de órgãos
Nesse mandato instalou o prédio municipal, com a vara judicial e fundou a merenda escolar municipal.

### Investimento em educação
No novo mandato, o prefeito Luiz Salomão Chamma, asfaltou grande quantidade de ruas da periferia, construiu a creche do Fernão Dias, hoje denominada como Creche "Maria Terezinha Rocha Chamma" e várias escolas rurais.

### Investimento em saúde, criação do distrito de Terra Preta
No novo mandato, investiu na área da saúde do município e criou o Distrito de Terra Preta ao promulgar a lei n°1.534 de 29 de abril de 1991.

## Homenagem
Com a promulgação da Lei n°9.393 de 16 de outubro de 1996, foi denominada como "Prefeito Luiz Salomão Chamma" a rodovia estadual 023 que liga Mairiporã a Franco da Rocha.